# Episodi di Bonkers - Gatto combinaguai
Quella che segue è una lista degli episodi di Bonkers - Gatto combinaguai. I 65 episodi della serie andarono in onda negli Stati Uniti dal 4 settembre 1993 al 23 febbraio 1994 in syndication come parte del blocco di programmazione The Disney Afternoon, e in Italia dal 13 dicembre 1993 al maggio 1994 su Canale 5. Tuttavia, la serie può essere suddivisa in più gruppi di episodi, in base a quando sono stati trasmessi originariamente e al personaggio co-protagonista (Lucky Piquel, Miranda Wright o nessuno dei due).
Nove dei 19 episodi con Miranda furono trasmessi per la prima volta su Disney Channel dal 28 febbraio al 6 giugno 1993 come anteprima per la serie. La trasmissione in syndication iniziò con un episodio pilota di un'ora, andato in onda il fine settimana prima della trasmissione della serie su The Disney Afternoon. Questo primo episodio fu successivamente suddiviso in due episodi separati. Altri diciannove episodi con Lucky furono successivamente trasmessi da settembre a ottobre del 1993. Seguirono quindi tutti i 19 episodi con Miranda, preceduti da un episodio crossover, "Piquel se ne va", che lega gli episodi con Miranda precedentemente prodotti alla continuity di quelli con Lucky. Dal novembre 1993 altri venti episodi con Lucky iniziarono ad essere trasmessi su The Disney Afternoon. Quindici di essi furono trasmessi a novembre, mentre gli ultimi cinque a febbraio del 1994. Inoltre, quattro episodi compilation che presentano i segmenti di Bonkers di Raw Toonage furono trasmessi tra gli altri episodi.
Quando la serie veniva replicata, gli episodi con Lucky di solito venivano trasmessi separatamente da quelli con Miranda anche se in disordine. Inoltre, la Buena Vista International utilizzò per la trasmissione all'estero un diverso sistema di numerazione, con tutti gli episodi con Lucky in ordine di codice di produzione (tranne per i due pilota, trasmessi all'inizio), seguiti da "Piquel se ne va" e quindi da tutti gli episodi con Miranda in ordine di codice di produzione, con i quattro episodi compilation trasmessi in mezzo agli altri. Questo ordine, usato anche per elencare gli episodi in questa voce, riflette maggiormente l'esatta cronologia degli eventi.
| nº | Titolo originale                  | Titolo italiano                      | Prima TV USA      |
| -- | --------------------------------- | ------------------------------------ | ----------------- |
| 1  | Going Bonkers                     | Bonkers star di Hollywood            | 4 settembre 1993  |
| 2  | Gone Bonkers                      | Bonkers poliziotto combinaguai       | 4 settembre 1993  |
| 3  | In the Bag                        | Harry la borsa                       | 6 settembre 1993  |
| 4  | Is Toon Fur Really Warm?          | Buon compleanno                      | 9 settembre 1993  |
| 5  | The Cheap Sheep Sweep             | Operazione pecora                    | 17 settembre 1993 |
| 6  | Hear No Bonkers, See No Bonkers   | Bolle di sapone                      | 7 settembre 1993  |
| 7  | Calling All Cars                  | Duello all'ultimo rottame            | 10 settembre 1993 |
| 8  | Tune Pig                          | Il porcellino canterino              | 1º ottobre 1993   |
| 9  | Fall Apart Bomb Squad             | Smontabile artificiere               | 13 settembre 1993 |
| 10 | Out of Sight, Out of Toon         | Il piccolo Piquel                    | 8 settembre 1993  |
| 11 | Basic Spraining                   | Bonkers in accademia                 | 22 settembre 1993 |
| 12 | Hamster Houseguest                | Un criceto per amico                 | 16 settembre 1993 |
| 13 | I Oughta Be in Toons              | Che fine ha fatto Topolino?          | 2 novembre 1993   |
| 14 | Color Me Piquel                   | Ladri di colori                      | 11 novembre 1993  |
| 15 | Once in a Blue Toon               | Un allievo turbolento                | 23 settembre 1993 |
| 16 | In Toons We Trust                 | Fidati di Bonkers                    | 14 settembre 1993 |
| 17 | The Final Review                  | Recensione fatale                    | 22 novembre 1993  |
| 18 | Luna-Toons                        | Extraterrestri a Hollywood           | 24 settembre 1993 |
| 19 | The Day the Toon Stood Still      | Il giorno che i cartoni si fermarono | 20 settembre 1993 |
| 20 | The Rubber Room Song              | Quattro comiche di Bonkers           | 30 settembre 1993 |
| 21 | Fall Apart Land                   | Smontabilandia                       | 9 febbraio 1994   |
| 22 | A Wooly Bully                     | L'efficienza innanzitutto            | 4 novembre 1993   |
| 23 | Weather or Not                    | Che tempo fa?                        | 21 settembre 1993 |
| 24 | Stay Tooned                       | Il sospetto                          | 5 novembre 1993   |
| 25 | Hand Over the Dough               | Con le mani in pasta                 | 29 settembre 1993 |
| 26 | The Dimming                       | Un tranquillo weekend da scrittore   | 17 novembre 1993  |
| 27 | Imagine That                      | La matita scatenata                  | 14 febbraio 1994  |
| 28 | The Good, the Bad, & the Kanifky  | Il grosso, lo smilzo e Kanifky       | 1º novembre 1993  |
| 29 | Stand-In Dad                      | Conta su di me, papà                 | 12 novembre 1993  |
| 30 | Never Cry Pig                     | Al lupo! Al lupo!                    | 15 settembre 1993 |
| 31 | Cereal Surreal                    | Il caso dei cereali a sorpresa       | 15 novembre 1993  |
| 32 | Time Wounds All Heels             | Un conto in sospeso                  | 27 settembre 1993 |
| 33 | Poltertoon                        | C'è un fantasma a cena               | 28 settembre 1993 |
| 34 | The Greatest Story Never Told     | Il poliziotto dell'anno              | 7 febbraio 1994   |
| 35 | Goldijitters and the 3 Bobcats    | Cavernicoli e riccioli d'oro         | 24 novembre 1993  |
| 36 | Toon with No Name                 | Come in un film                      | 18 novembre 1993  |
| 37 | Frame That Toon                   | Musica da rapina                     | 3 novembre 1993   |
| 38 | Seems Like Old Toons              | Marilyn animatrice di cartoni        | 26 novembre 1993  |
| 39 | Stressed to Kill                  | Stressato da morire                  | 23 febbraio 1994  |
| 40 | O Cartoon! My Cartoon!            | Fammi una pizza                      | 10 novembre 1993  |
| 41 | Get Wacky                         | L'inafferrabile                      | 19 novembre 1993  |
| 42 | A Fine Kettle of Toons            | Un bel pasticcio di gioielli         | 17 febbraio 1994  |
| 43 | Comeback Kid                      | Un pollo, un manzo e un diamante     | 29 novembre 1993  |
| 44 | Miracle at the 34th Precinct      | Miracolo nella 34ª strada            | 27 novembre 1993  |
| 45 | New Partners on the Block         | Piquel se ne va                      | 4 ottobre 1993    |
| 46 | If                                | Bonkers Express                      | 16 novembre 1993  |
| 47 | Love Stuck                        | Bonkers innamorato                   | 19 ottobre 1993   |
| 48 | Witless for the Prosecution       | Testimone d'accusa                   | 5 ottobre 1993    |
| 49 | The Stork Exchange                | Servizio cicogne                     | 14 marzo 1993     |
| 50 | Toon for a Day                    | Un giorno da cartone                 | 6 giugno 1993     |
| 51 | Trains, Toons and Toon Trains     | Rapina al treno                      | 28 febbraio 1993  |
| 52 | Of Mice and Menace                | I tre terribili topolini             | 21 ottobre 1993   |
| 53 | Tokyo Bonkers                     | Bonkers a Tokyo                      | 7 marzo 1993      |
| 54 | Springtime for the Iguana         | Una patata bollente                  | 14 ottobre 1993   |
| 55 | The Toon That Ate Hollywood       | Quando il buonumore se ne va         | 4 aprile 1993     |
| 56 | Dog Day AfterToon                 | Un pomeriggio da cani cartoni        | 26 ottobre 1993   |
| 57 | Quibbling Rivalry                 | Il fascino del successo              | 12 ottobre 1993   |
| 58 | The 29th Page                     | La ventinovesima pagina              | 28 ottobre 1993   |
| 59 | Do Toons Dream of Animated Sheep? | Sogni di cartone                     | 8 ottobre 1993    |
| 60 | Fistful of Anvils                 | Bonkers nel selvaggio West           | 18 aprile 1993    |
| 61 | What You Read Is What You Get     | La "Frottola nazionale"              | 25 aprile 1993    |
| 62 | CasaBonkers                       | Di tutto per un berretto             | 15 ottobre 1993   |
| 63 | Cartoon Cornered                  | Prigioniero da cartone               | 29 ottobre 1993   |
| 64 | When the Spirit Moves You         | Bonkers acchiappa fantasmi           | 11 aprile 1993    |
| 65 | Bobcat Fever                      | Febbre da cartoni                    | 21 marzo 1993     |

## Bonkers star di Hollywood
- Titolo originale: Going Bonkers
- Diretto da: Robert Taylor
- Scritto da: John Behnke, Rob Humphrey, Jim Peterson

### Trama
W.W. Wacky cancella la produzione del programma di Bonkers e dei suoi amici. Bonkers si unisce quindi alla polizia di Hollywood per indagare insieme al suo partner, Lucky Piquel, su un caso di cartoni scomparsi, rapiti da un cartone criminale chiamato "il Collezionista".

## Bonkers poliziotto combinaguai
- Titolo originale: Gone Bonkers
- Diretto da: Robert Taylor
- Scritto da: John Behnke, Rob Humphrey, Jim Peterson

### Trama
Bonkers viene catturato da Scarabocchio, il servitore del Collezionista, mentre è alla ricerca del suo amico Smontabile. Trombetta conduce Lucky al nascondiglio del Collezionista, salvando Bonkers. Il Collezionista si rivela essere un umano, prima di rimanere intrappolato in uno dei suoi trucchi , poi il Collezionista scopre che non aveva pensato di mettere una seconda trappola così casca nella prima trappola.

## Harry la borsa
- Titolo originale: In the Bag
- Diretto da: Robert Taylor
- Scritto da: John Behnke, Rob Humphrey, Jim Peterson

### Trama
Bonkers e Lucky indagano a casa del Cappellaio Matto, dove scompaiono degli oggetti. Il ladro, la borsa cartone Harry, dà filo da torcere al duo, ma alla fine si scusa e restituisce ciò che ha rubato.

## Buon compleanno
- Titolo originale: Is Toon Fur Really Warm?
- Diretto da: Robert Taylor
- Scritto da: Richard Stanley e Bruce Talkington

### Trama
Lucky chiede a Bonkers di invitare Skunky Skunk al compleanno di Marilyn, ma scopre che è scomparso dopo essere stato accusato di omicidio colposo. I due rintracciano Skunky e alla fine catturano i veri colpevoli.

## Operazione pecora
- Titolo originale: The Cheap Sheep Sweep
- Diretto da: Roy Wilson
- Scritto da: Steve Cuden e Stephen Sustarsic

### Trama
Bonkers e Lucky vanno alla ricerca di oggetti rubati e cartoni scomparsi. Il subdolo lupo che ci sta dietro rapisce Bonkers. Lucky va sotto copertura nella fabbrica di pecore per salvare Bonkers e i due travestono letteralmente il lupo da pecora.

## Bolle di sapone
- Titolo originale: Hear No Bonkers, See No Bonkers
- Diretto da: David Block
- Scritto da: Marion Wells

### Trama
Dopo aver fatto licenziare Lucky, Bonkers svanisce a causa di una sostanza che rende invisibili spacciata per bagnoschiuma. Lucky e Bonkers catturano i truffatori che pubblicizzavano la sostanza e Lucky viene riassunto.

## Duello all'ultimo rottame
- Titolo originale: Calling All Cars
- Diretto da: David Block
- Scritto da: David N. Titcher

### Trama
Il camioncino cartone Ma Parker entra in confidenza con Lucky per rubare pezzi di automobili dal garage della polizia assistita da Wooly e Bully. Bonkers rivela le intenzioni di Ma Parker a Lucky e il duo ferma i criminali alla competizione di monster truck.

## Il porcellino canterino
- Titolo originale: Tune Pig
- Diretto da: Roy Wilson
- Scritto da: Bruce Talkington e Fred Lucky

### Trama
Lucky porta Dilandra al concerto di Holio Kalimari per il loro anniversario. L'incapace Holio sta però costringendo il porcellino Charlie a cantare al posto suo. Bonkers salva la madre di Charlie da una fattoria didattica mentre Lucky smaschera Holio a cena.

## Smontabile artificiere
- Titolo originale: Fall Apart Bomb Squad
- Scritto da: Bruce Talkington e Ralph Sanchez

### Trama
Una bomba cartone pazza che vuole essere un cabarettista terrorizza la città e Lucky e Bonkers affrontano il caso con il loro nuovo esperto di esplosivi, Smontabile.

## Il piccolo Piquel
- Titolo originale: Out of Sight, Out of Toon
- Diretto da: Robert Taylor
- Scritto da: Jeff Saylor

### Trama
Alla ricerca della piccola cartone Maggie, Lucky si prende l'influenza cartone. Bonkers e Smontabile provano a curare Lucky prima che diventi completamente un cartone, mentre lui si imbatte in Maggie nelle fogne e scopre che l'influenza non è poi così grave.

## Bonkers in accademia
- Titolo originale: Basic Spraining
- Diretto da: David Block
- Scritto da: Cathryn Perdue

### Trama
Lucky manda Bonkers all'accademia di polizia dopo che il cartone impedisce la cattura del genio criminale Viscido McSguiscio. Non sa che si tratta di una trappola creata appositamente da McSguiscio per eliminare il duo. Usando i trucchi cartone, Bonkers sconfigge e cattura il criminale.

## Un criceto per amico
- Titolo originale: Basic Spraining
- Scritto da: Ellen Svaco e Colleen Taber

### Trama
Un grosso criceto cartone di nome Tiny soggiorna a casa di Lucky. In realtà si sta nascondendo dall'Ombra Misteriosa, che si rivela essere il suo vecchio partner Mr. Big. La loro mancanza di esperienza al di fuori del mondo dello spettacolo rende loro difficile ottenere un nuovo lavoro.

## Che fine ha fatto Topolino?
- Titolo originale: I Oughta Be in Toons
- Diretto da: Robert Taylor
- Scritto da: Bruce Talkington e Richard Stanley

### Trama
Bonkers e Lucky vengono incaricati di indagare sulla scomparsa di Topolino alla vigilia della firma di un importante contratto. Scoprono che Topolino è stato rapito e sostituito da un impostore, il quale si è alleato con un bulldog che vorrebbe rimpiazzare Pluto. Ma è proprio grazie all'aiuto del bulldog che Bonkers e Lucky riescono a catturare l'impostore.

## Ladri di colori
- Titolo originale: Color Me Piquel
- Diretto da: Roy Wilson
- Scritto da: Bruce Talkington e Mark Zaslove

### Trama
Lucky e Bonkers indagano su dei cartoni scomparsi, con una bombetta cartone come unica pista. Bonkers viene portato dove tutti gli altri sono stati imprigionati per i loro colori da due cartoni dannosi (e quindi sbiaditi). Lucky si traveste da cartone e, insieme a Smontabile, salva Bonkers e gli altri cartoni dai loro rapitori.

## Un allievo turbolento
- Titolo originale: Once in a Blue Toon
- Diretto da: Roy Wilson
- Scritto da: Stephen Sustarsic

### Trama
Lucky e Bonkers sono stati scelti per un programma di rieducazione cartoni che inizia con Farabutto, che mangia tutto ciò che vede. Il programma non va a buon fine con Farabutto, ma la rabbia di Lucky lo spinge a comportarsi meglio.

## Fidati di Bonkers
- Titolo originale: In Toons We Trust
- Diretto da: David Block
- Scritto da: Karl Geurs

### Trama
Lucky arresta Baby Hubert sulla scena di una rapina, ma Bonkers crede che sia innocente. Diamond Bill peggiora le cose sia per Bonkers che per Hubert. Lucky e Bonkers inseguono Diamond Bill e scagionano Hubert.

## Recensione fatale
- Titolo originale: The Final Review
- Diretto da: Roy Wilson
- Scritto da: John Behnke, Rob Humphrey, Jim Peterson

### Trama
Bonkers e Lucky sono assegnati alla protezione del critico televisivo Charles Quibble (che evita Bonkers). Il colpevole si rivela essere l'attore TJ Finger che rapisce Quibble per la sua ultima recensione, ma Lucky lo arresta e Bonkers salva Quibble.

## Extraterrestri a Hollywood
- Titolo originale: Luna-Toons
- Diretto da: David Block
- Scritto da: Ralph Sanchez

### Trama
L'alieno Cadet Quark viene mandato sulla Terra in avanscoperta prima di un'invasione. Bonkers fa amicizia con Quark, mentre Lucky è alla ricerca del ladro Crab Nebula. Quark aiuta Lucky a catturare Crab Nebula e chiede ai suoi superiori di permettergli di rimanere sulla terra.

## Il giorno che i cartoni si fermarono
- Titolo originale: The Day the Toon Stood Still
- Diretto da: Roy Wilson
- Scritto da: Steve Cuden

### Trama
Ovunque i cartoni sono andati fuori controllo. Smontabile porta Lucky e Bonkers da Pops Clock, il guardiano del tempo dei cartoni animati, che ha causato il caos per l'ingratitudine dei cartoni. Smontabile riesce a rinnovare la fiducia di Pops con un "grazie", convincendolo a riparare il danno.

## Quattro comiche di Bonkers
- Titolo originale: The Rubber Room Song
- Diretto da: Roy Wilson
- Scritto da: Steve Cuden

### Trama
Introdotti dalla "Rubber Room Song", vengono presentati quattro segmenti di Raw Toonage con protagonista Bonkers:
- "Ski Patrol": Bonkers e Jitters, nei panni di paramedici, portano lo sciatore ferito Grumbles al Plummet Summit Hospital per l'infermiera Cerbiatto.
- "Bonkers in Space": Bonkers e Jitters lavorano all'Autolavaggio Intergalattico gestito da Grumbles, ma Jitters viene portato via nello spazio, quindi Bonkers va al suo salvataggio con Cerbiatto.
- "Draining Cats and Dogs": Bonkers e Jitters, nei panni di idraulici, vengono inviati da Grumbles ad aiutare Cerbiatto con la sua casa allagata, ma Bonkers fa scoppiare il tubo della cucina.

## Smontabilandia
- Titolo originale: Fall Apart Land
- Diretto da: Roy Wilson
- Scritto da: Bruce Talkington, Irv Bauer

### Trama
Sperando di aiutare un Lucky sovraccarico di lavoro, Smontabile acquista una discarica dal disonesto Seymour Sleezebottom per costruire il parco a tema dei loro sogni. Seymour prende il controllo del parco a tema, ma viene arrestato per attività illegale.

## L'efficienza innanzitutto
- Titolo originale: A Wooly Bully
- Diretto da: Robert Taylor
- Scritto da: Gary Sperling

### Trama
Avendo perso la sua carriera da attore, Mammoth Mammoth ricorre ad attività criminali. Bonkers e Lucky trovano il mammut in una fabbrica di burro di arachidi e lo inseguono nello studio di animazione. Dopo una serie di tentativi, Bonkers arresta il mammut.

## Che tempo fa?
- Titolo originale: Weather or Not
- Diretto da: Roy Wilson
- Scritto da: Dean Stefan

### Trama
Lucky si infastidisce per le ripetute previsioni meteorologiche fuorvianti causate dall'assenza dei cartoni del tempo: Sole, Pioggia, Neve, Fulmine e Tony Tromba d'Aria. Alla fine Bonkers scopre che la scomparsa è stata messa in scena dagli stessi cartoni e li intrappola in una carta meteorologica.

## Il sospetto
- Titolo originale: Stay Tooned
- Diretto da: Robert Taylor
- Scritto da: Jeff Saylor

### Trama
Lucky si imbatte nel registro del mafioso Flannigan. Bonkers, che non deve assolutamente toccarlo, lo perde causando gravi problemi a Lucky, Kanifky e Smontabile. Flannigan interroga Bonkers sul suo registro, ma Lucky arriva in soccorso.

## Con le mani in pasta
- Titolo originale: Hand Over the Dough
- Diretto da: David Block
- Scritto da: Carl Swenson

### Trama
Lucky e Bonkers indagano sulle esplosioni del servizio di Ben Pasticcioni. Si scopre che il colpevole è il bignè cartone Mikey Muffin, che vuole rilevare gli affari di Pasticcioni. Lucky e Bonkers bloccano il piano di Mikey e lo trasformano in un biscotto.

## Un tranquillo weekend da scrittore
- Titolo originale: The Dimming
- Diretto da: David Block
- Scritto da: Dean Stefan

### Trama
Lucky va in vacanza all'Haunted Mountain Resort per perseguire il suo sogno di diventare uno scrittore horror. Bonkers manda Smontabile e l'uva a spaventarlo, ma poi si presenta un fantasma.

## La matita scatenata
- Titolo originale: Imagine That
- Diretto da: Robert Taylor
- Scritto da: Jeff Saylor

### Trama
Lucky e Bonkers vengono inviati a indagare sui graffiti disegnati da una matita cartone. La matita si spaccia per Scribble e accompagna Marilyn nel mondo dei cartoni. Mentre Bonkers e Lucky seguono la pista, Marilyn aiuta la matita a voltare pagina.

## Il grosso, lo smilzo e Kanifky
- Titolo originale: The Good, the Bad, & the Kanifky
- Diretto da: Roy Wilson
- Scritto da: Ralph Sanchez

### Trama
Dopo un incidente, il sindaco riassegna il capo Kanifky al dipartimento cartoni. Kanifky viene poi messo fuori servizio dopo aver collezionato troppi debiti nel caso di Scatter Squirrel. Unendo le forze, Kanifky, Bonkers e Lucky inseguono e arrestano Scatter.

## Conta su di me, papà
- Titolo originale: Stand-In Dad
- Diretto da: Roy Wilson
- Scritto da: Cathryn Perdue

### Trama
Nel programma per bambini Grampa Arnie's Ant Show, il malvagio Two-Bits ruba le paghette degli spettatori con un aspirapolvere. Kanifky manda Lucky sotto copertura a condurre il programma, e Lucky si porta dietro Marilyn per trascorrere del tempo con lei. Marilyn viene rapita da Two-Bits, ma Lucky e Bonkers la salvano e arrestano il malvivente.

## Al lupo! Al lupo!
- Titolo originale: Never Cry Pig
- Diretto da: Robert Taylor
- Scritto da: John Behnke, Rob Humphrey e Jim Peterson

### Trama
Lucky e Bonkers vengono incaricati dai tre Porcelloni, imprenditori edili, di catturare un lupo che accusano di aver distrutto le case da loro costruite nella zona residenziale di Porcellandia. Dopo aver scoperto la verità, Bonkers fa evadere il lupo e smaschera i piani truffaldini dei Porcelloni.

## Il caso dei cereali a sorpresa
- Titolo originale: Cereal Surreal
- Diretto da: David Block
- Scritto da: Dean Stefan

### Trama
Bonkers e Piquel indagano sui premi mancanti dalle confezioni di cereali. Le mascotte temporanee dei Wheat Crunchies Turbo, Banshee e Kapow, sono i colpevoli, ma Bonkers e Piquel riescono a fermarli e a salvare il presidente.

## Un conto in sospeso
- Titolo originale: Time Wounds All Heels
- Diretto da: Roy Wilson
- Scritto da: Stephen Sustarsic

### Trama
Max Coody esce dal carcere dopo vent'anni e vuole pareggiare i conti con Lucky, che cerca freneticamente di proteggersi. Lucky scopre infine che Max è solo pieno di gratitudine per averlo aiutato a ravvedersi.

## C'è un fantasma a cena
- Titolo originale: Poltertoon
- Diretto da: Larry Latham
- Scritto da: Laraine Arkow

### Trama
Un fantasma scatena il caos nella famiglia Piquel, proprio il giorno in cui i Kanifky si invitano a cena.

## Il poliziotto dell'anno
- Titolo originale: The Greatest Story Never Told
- Diretto da: Roy Wilson
- Scritto da: David Titcher, Dev Ross, Laraine Arkow

### Trama
Bonkers assume i cartoni Zoom e Boom (rispettivamente una telecamera e un microfono) per far sembrare Lucky adatto al premio di poliziotto dell'anno. Zoom e Boom rovinano però la reputazione di Lucky facendolo sembrare un clown e il socio di un rapinatore. Con l'aiuto di Bonkers, Lucky riabilita il suo nome.

## Cavernicoli e riccioli d'oro
- Titolo originale: Goldijitters and the 3 Bobcats

### Trama
Introdotti da una parodia de "La storia dei tre orsi" raccontata da Bonkers, vengono presentati tre segmenti di Raw Toonage:
- "Get Me to the Church on Time": Bonkers porta Jitters in chiesa per il suo matrimonio, causandogli molti inconvenienti lungo la strada.
- "Quest for Firewood": Bonkers intraprende un lavoro in cui raccoglie legna da ardere per alcuni uomini delle caverne, ma la fonte del legno è abitata da uno pterosauro.
- "Gobble Gobble Bonkers": Bonkers porta a Grumbles una femmina di tacchino per il ringraziamento, ma deve salvarla quando si rende conto che verrà cucinata per cena.

## Come in un film
- Titolo originale: Toon with No Name
- Diretto da: Robert Taylor
- Scritto da: Steve Cuden

### Trama
Lucky e Bonkers sono all'inseguimento di un bandito mascherato, e ogni incontro rispecchia un cartone western in cui Bonkers ha recitato, fino a quando non scoprono che il bandito non è altro che lo sceneggiatore Oswald.

## Musica da rapina
- Titolo originale: Frame That Toon
- Diretto da: David Block e Roy Wilson
- Scritto da: Ellen Svaco e Colleen Taber

### Trama
Mentre Lucky e Bonkers indagano su molteplici furti, il sassofono cartone Alto cerca di trovare suo fratello maggiore Mac il basso. Tuttavia il codardo Mac assiste Mr. Malone e la scimmia cartone sua complice nei loro furti. Bonkers, Lucky e Alto vengono intrappolati da Malone e dalla scimmia, ma Mac aiuta Bonkers ad arrestare i ladri.

## Marilyn animatrice di cartoni
- Titolo originale: Seems Like Old Toons
- Diretto da: Roy Wilson
- Scritto da: Sephen Levi e Dean Stefan

### Trama
Due api e un orso hanno bisogno di un animatore per finire il loro cartone animato prima che lo studio venga demolito. Marilyn riceve la richiesta, si reca allo studio e si offre volontaria per finire il lavoro. Lucky e Bonkers la aiutano a finire il cartone prima che lo studio venga demolito.

## Stressato da morire
- Titolo originale: Stressed To Kill
- Diretto da: Robert Taylor
- Scritto da: Robert Schechter

### Trama
Lucky ha un esaurimento nervoso perché non è in grado di catturare una talpa che sta rubando opere d'arte inestimabili, tanto da avere delle allucinazione con protagonista il ladro. I tentativi falliti di curare lo stress di Lucky lo trasformano in una scimmia, fino a quando non atterra accidentalmente sulla talpa.

## Fammi una pizza
- Titolo originale: O Cartoon! My Cartoon!
- Diretto da: Robert Taylor
- Scritto da: Robert Schechter

### Trama
Tre segmenti di Raw Toonage con protagonista Bonkers:
- "Get Me a Pizza (Hold the Minefield)": Un cinegiornale in bianco e nero racconta di come l'eroe della prima guerra mondiale Bonkers abbia coraggiosamente consegnato pizze ai soldati sul fronte.
- "Spatula Party": La nuova vicina di casa di Bonkers, Cerbiatto, vuole prendere in prestito una spatola, e così Bonkers corre in giro per il quartiere per trovarne una.
- "Sheerluck Bonkers": Il detective dell'era vittoriana Sheerluck Bonkers cerca di scoprire chi ha rubato un ciondolo inestimabile alla principessa Cerbiatto di Doe-mania.

## L'inafferrabile
- Titolo originale: Get Wacky
- Diretto da: Robert Taylor
- Scritto da: Richard Stanley

### Trama
Bonkers e Lucky sono incaricati di catturare Wacky Weasel, fuggito di prigione. Wacky gli sfugge al supermercato, al museo e alla mostra di uova Fabergé, ma Bonkers supera la donnola in astuzia al Wacky Studio.

## Un bel pasticcio di gioielli
- Titolo originale: A Fine Kettle of Toons
- Diretto da: Robert Taylor
- Scritto da: Steve Cuden e Jeff Saylor

### Trama
Lucky organizza segretamente una festa a sorpresa per i 40 anni nella polizia del capo Kanifky, ma quest'ultimo vuole sapere cosa bolle in pentola e quindi si allea con Smontabile per spiare Bonkers e Lucky.

## Un pollo, un manzo e un diamante
- Titolo originale: Comeback Kid
- Diretto da: Robert Taylor
- Scritto da: Gary Sperling, John Behnke, Rob Humphrey e Jim Peterson

### Trama
I cartoni truffatori Chick e Stu inducono Bonkers e Lucky a diventare attori per avere l'opportunità di rubare un grosso diamante mentre si recano in un museo. Riescono a sottrarre il diamante, ma Bonkers e Smontabile contrastano la loro rapina.

## Miracolo nella 34ª strada
- Titolo originale: Miracle at the 34th Precinct
- Diretto da: Roy Wilson
- Scritto da: Ralph Sanchez

### Trama
Con Babbo Natale scomparso nella tormenta della California, due dei suoi piccoli aiutanti reclutano Lucky per sostituirlo fino a quando non verrà trovato. Mentre Lucky fatica a interpretare il ruolo, Smontabile fa amicizia con il vero Babbo Natale.

## Piquel se ne va
- Titolo originale: New Partners on the Block
- Diretto da: Robert Taylor
- Scritto da: Marion Wells

### Trama
Lucky cerca di occuparsi da solo del caso del bombarolo Frank Palladifuoco, finendo apparentemente ucciso, ma in realtà viene catturato da Frank con l'agente Talson. Insieme, l'agente Miranda Wright e Bonkers salvano i due e arrestano Frank. Piquel accetta l'offerta di Talson di unirsi all'FBI e si trasferisce a Washington con Trombetta, Broderick e Smontabile, venendo sostituito al dipartimento da Miranda.

## Bonkers Express
- Titolo originale: If

### Trama
Tre segmenti di Raw Toonage, insieme a delle sequenze in cui Bonkers insegna a Jitters la fisica dei cartoni animati:
- "Petal to the Metal": Bonkers deve consegnare dei fiori a Cerbiatto in fretta, altrimenti verrà licenziato.
- "Dogzapoppin'": Bonkers deve consegnare un pacchetto a Grumbles, bloccato a letto, evitando il suo cane.
- "Trailmix Bonkers & the Pony Express": Il pony express Bonkers deve consegnare due lastre da stampa per banconote in California, combattendo contro Grumbles Kid.

## Bonkers innamorato
- Titolo originale: New Partners on the Block
- Scritto da: Jordana Arkin e Libby Hinson

### Trama
Bonkers e Miranda indagano sulla scomparsa degli scapoli nello show televisivo Love Corral. Dopo che l'invidioso Winston Prickly rapisce l'ultimo scapolo, Bonkers partecipa sotto copertura al programma assistendo al rapimento di Rita, una concorrente di cui si è innamorato. Bonkers insegue Winston fino a un parco di divertimenti.

## Testimone d'accusa
- Titolo originale: Witless for the Prosecution
- Scritto da: Richard Stanley, Len Uhley

### Trama
Miranda può testimoniare contro la redattrice Lillith DuPrave, accusata di contraffazione. Quindi, si nasconde a casa di Bonkers fino al processo. Bonkers e i suoi amici decidono però di infastidirla soffocandola di attenzioni.

## Servizio cicogne
- Titolo originale: The Stork Exchange
- Scritto da: Dev Ross

### Trama
Lilith DuPrave rapisce le cicogne che portano i cartoni bambini, come parte di un piano per contrabbandare un'arma rubata fuori dal paese.

## Un giorno da cartone
- Titolo originale: Toon for a Day
- Scritto da: John Behnke, Rob Humphrey, Jim Peterson

### Trama
Dopo l'arresto di Wildman Wyatt, il sergente Grating viene colpito alla testa e si convince di essere Bucky Buzzsaw, causando problemi. Wildman fugge e si mette alla ricerca di Grating. Dopo una serie di agguati, Grating sistema Wildman con una grande statua.

## Rapina al treno
- Titolo originale: Trains, Toons and Toon Trains
- Scritto da: Robert Schechter

### Trama
Miranda e Bonkers vengono incaricati di scortare su un treno un criminale, Stiff Lips Sullivan, che conosce l'ubicazione di alcuni gioielli rubati. Anche una coppia di mafiosi è interessata ai gioielli, ma Bonkers alla fine li conduce alla stazione di polizia.

## I tre terribili topolini
- Titolo originale: Of Mice and Menace
- Scritto da: Marlowe Weisman

### Trama
L'elefante Flaps Lembi e tre topi rubano la bandiera di Dumbo dal museo dei cartoni. Bonkers adotta i tre topi come animali domestici, mentre Miranda arresta Flaps. I topi si ribellano presto contro Flap e si pentono per i loro crimini.

## Bonkers a Tokyo
- Titolo originale: Tokyo Bonkers
- Scritto da: Kevin Campbell e Brian Swenlin

### Trama
Bonkers e Miranda sono incaricati di trasportare in Giappone il "cervello" di un malvagio cartone-robot, chiamato Z-Bot, per consegnarlo alla polizia di Tokyo. Ma il sergente Tetsuo non riesce a prenderlo in consegna perché Bonkers, assediato dai suoi fans giapponesi, affida per sbaglio il "cervello" ai suoi complici, i gatti Ninja; questi lo portano in un luogo segreto, ma Bonkers riesce a rintracciarlo.

## Una patata bollente
- Titolo originale: Springtime for the Iguana
- Scritto da: Robert Schechter

### Trama
L'attore Roderick Ramarro si reca negli studi televisivi per un provino. Non sa che il regista lo ha scelto solo per il suo aspetto repellente in quanto dovrà interpretare il ruolo di un mostro deforme. Crunchy lo fa però incriminare al fine di ottenere la parte per se stesso. Mentre Bonkers ha difficoltà a ottenere risposte, Roderick fugge di prigione e lo aiuta a catturare Crunchy.

## Quando il buonumore se ne va
- Titolo originale: The Toon That Ate Hollywood
- Scritto da: John Behnke, Rob Humphrey, Jim Peterson

### Trama
Un pagliaccio zoppo di nome Gloomy e il suo aiutante, la rana cartone Giggles, rubano l'umorizzatore di Pico De Paperis e prosciugano il senso dell'umorismo dei cartoni. Miranda e Bonkers seguono la pista e Gloomy sovraccarica l'umorizzatore trasformando Giggles in un mostro umoristico. Miranda batte il mostro con una serie di gag.

## Un pomeriggio da cani cartoni
- Titolo originale: Dog Day AfterToon
- Scritto da: Richard Stanley

### Trama
Dopo che il programma Pitts and Smarts viene cancellato per i bassi ascolti, Pitts minaccia di far saltare una banca se non verrà reintegrato nel mondo dello spettacolo. Bonkers tenta di tutto per far desistere Pitts, finché non è costretto a inseguirlo all'aeroporto e a farlo esplodere con la sua stessa bomba.

## Il fascino del successo
- Titolo originale: Quibbling Rivalry
- Scritto da: Leh Uhley

### Trama
Dopo che Miranda ha catturato un ladro di gatti, arriva la sorella Shirley che fa la reporter televisiva. Nei suoi servizi, Shirley filma Bonkers in situazioni difficili, facendolo sembrare una minaccia per la società. La sua immagine viene però riscattata quando salva una vecchia signora e il suo gatto da un edificio in fiamme.

## La ventinovesima pagina
- Titolo originale: The 29th Page
- Scritto da: Shari Goodhartz

### Trama
Al Vermin è alla ricerca del malloppo di Ed Barlor, e il suo unico indizio chiave è nella ventinovesima pagina di un qualche libro. La sua banda cerca di trovare quella pagina in ogni tipo di libro causando catastrofi in città. Miranda e Bonkers chiedono aiuto al ratto Snitch e presto ne consegue una battaglia per il malloppo.

## Sogni di cartone
- Titolo originale: Do Toons Dream of Animated Sheep?
- Scritto da: Marlowe Weisman

### Trama
Stanca di far parte dei sogni di Bonkers, la pecora Baa-bara invade i sogni per renderli suoi, a discapito della salute di Bonkers. Con l'aiuto di Pico, Bonkers riesce a scambiare buoni sogni con Baa-bara in cambio della cessazione della sua invasione.

## Bonkers nel selvaggio West
- Titolo originale: Fistful of Anvils
- Scritto da: John Behnke, Rob Humphrey, Jim Peterson

### Trama
Bonkers fa da babysitter al nipote di Miranda, Timmy. Per farlo addormentare, gli racconta una storia western su Anvil Gulch con protagonista Trail Mix che deve salvare la città dai Bug-Eyed Bandits con l'aiuto del pistolero Two-Gun.

## La "Frottola nazionale"
- Titolo originale: What You Read Is What You Get
- Scritto da: William Scherer

### Trama
Bonkers si rende conto che le speculazioni del giornale scandalistico Frottola nazionale si avverano, e viene rapito dalla redattrice e dalla sua macchina da scrivere Hilde, che si ribella al suo capo quando si rende conto di stare scrivendo bugie. Bonkers si sveglia e scopre che tutto ciò era solo un sogno.

## Di tutto per un berretto
- Titolo originale: CasaBonkers
- Scritto da: Kevin Campbell, Brian Swenlin

### Trama
In un ristorante Bonkers il suo vecchio amore Catcha. Quando Al Vermin irrompe, Catcha affida un pacchetto a Bonkers. Si scopre che il pacchetto contiene il berretto Circle Beenie. Al Vermin, Catcha, Miranda e Flaps provano tutti a prenderlo a Bonkers fino a quando i proprietari originali vengono a recuperarlo.

## Prigioniero da cartone
- Titolo originale: Cartoon Cornered
- Scritto da: Steve Cuden

### Trama
Bonkers va al Wackytoons Studio per ritirare un assegno da Duck Jones. Bucky Buzzsaw intrappola il sergente Grating nello studio, mentre Wildman Wyatt fugge di prigione e insegue Grating attraverso gli studi fino a quando l'orologio di Bonkers non viene in suo soccorso.

## Bonkers acchiappa fantasmi
- Titolo originale: When the Spirit Moves You
- Scritto da: Richard Stanley

### Trama
Bonkers e Miranda cacciano un fantasma dall'edificio che stava infestando, ma lo spirito si sposta nella stazione di polizia.

## Febbre da cartoni
- Titolo originale: Bobcat Fever
- Scritto da: John Behnke, Rob Humphrey, Jim Peterson

### Trama
Al Vermin spinge l'attrice-germe Cheryl Germ ad infettare Bonkers, mentre lei pensa che sia solo il suo ruolo in un nuovo film. Miranda e Pico devono fermare Cheryl prima che possa causare danni irreversibili al cervello di Bonkers.